# 中國短尾帶魚
中國短尾帶魚，又稱瓊帶魚，为輻鰭魚綱鱸形目鯖亞目带鱼科的其中一種。分布於南中國海海域，本魚體及細長且側扁，體長可達54.5公分，屬肉食性。

## 扩展阅读
維基物種上的相關：中國短尾帶魚